# Hervartov
Hervartov (allemand : Herbertsdorf), est un village de Slovaquie situé dans la région de Prešov.

## Histoire
Première mention écrite du village en 1406.
L'Église en bois catholique romaine (année de construction environ 1500) est reprise au patrimoine culturel mondial de l'UNESCO.

## Démographie

### Évolution de la population
| Année:               | 1994. | 2004.   | 2014.   | 2024.   |
| -------------------- | ----- | ------- | ------- | ------- |
| Nombre de personnes: | 495   | 507     | 494     | 518     |
| Différence:          |       | +2,42 % | -2,56 % | +4,85 % |

| Année:               | 2023. | 2024.   |
| -------------------- | ----- | ------- |
| Nombre de personnes: | 524   | 518     |
| Différence:          |       | -1,14 % |